# Serenje
Serenje – miasto w Zambii, w prowincji Centralnej. Według danych szacunkowych na rok 2010 liczy 9.524 mieszkańców.
Przez miasto przebiega linia kolejowa Tazara, łącząca oceaniczny port Dar es Salaam z zambijską siecią kolejową w Kapiri Mposhi.